# Fortran 90
Fortran 90 est une version du langage de programmation Fortran définie par la norme ISO/IEC 1539:1991. Il s'agit d'une version majeure qui sera suivie par la version mineure Fortran 95 (ISO/CEI 1539-1:1997). La version actuelle est Fortran 2018 (ISO/CEI 1539-1:2018).
Le Fortran 90 introduit dans Fortran les ajouts suivants :
- Noms jusqu'à 31 caractères (6 auparavant)
- Espaces significatifs même hors des libellés
- Les lignes peuvent aller jusqu'à 132 caractères (ligne d'imprimante de 11 pouces)
- Jusqu'à 39 lignes « suite » possibles
- Plusieurs instructions par ligne avec le « ; »
- « ! » utilisable comme signe de commentaire
- Inclusion de textes sources depuis des fichiers
- Constructions CYCLE / EXIT / WHILE / CASE
- Spécifications directes sur tableaux. Si A et B sont des tableaux, on peut écrire A=B*SIN(A)
- Gestion dynamique de mémoire, avec pointeurs
- Fonctions récursives
- Types définis par l'utilisateur
- Surcharge d'opérateurs et appels génériques
- Utilisation d'interfaces pour les sous-routines appelées
- Introduction des modules (espace de noms)

GNU Compiler Collection (GCC) permet de compiler du Fortran 90 à partir de la version 4.0 grâce à son compilateur GNU Fortran (gfortran).